# 2018年亞洲運動會現代五項比賽
2018年亞洲運動會現代五項比賽為第十八屆亞洲運動會的其中一項競賽項目，共產生兩面金牌；賽事於2018年8月31日至9月1日期間在APM馬術中心舉行。

## 獎牌統計

### 國家獎牌榜
| 排名 | 国家／地区 | 金牌 | 银牌 | 铜牌 | 總數 |
| ---- | ---------- | ---- | ---- | ---- | ---- |
| 1    | 韩国       | 1    | 2    | 1    | 4    |
| 2    | 中国       | 1    | 0    | 1    | 2    |
| 總計 | 總計       | 2    | 2    | 2    | 6    |

### 項目獎牌榜
| 項目 | 金牌                 | 银牌                 | 铜牌                 |
| 男子 | 全雄太 · 韩国（KOR） | 李枝勋 · 韩国（KOR） | 罗帅 · 中国（CHN）   |
| 女子 | 张明煜 · 中国（CHN） | 金势熹 · 韩国（KOR） | 金善祐 · 韩国（KOR） |

## 外部連結
- Modern pentathlon at the 2018 Asian Games（页面存档备份，存于）